# Wateren (Westerveld)
Wateren (Drents: Waotern) is een buurtschap in de gemeente Westerveld, in de Nederlandse provincie Drenthe.
De buurtschap is gelegen dicht bij de grens met de provincie Friesland ten zuidwesten van Appelscha. De buurtschap ligt in het zuidoostelijke verlengde van Zorgvlied en kent geen echte kern maar heeft wel een eigen postcode.
Het gebied van de buurtschap is mede dankzij de Vledder Aa opgedeeld Klein Wateren (het westelijke deel) en Groot Wateren, het oostelijke deel. In Klein Wateren bevinden zich een camping en een vakantiepark.
In 1408 is de plaats terug te vinden als van Wachthorn en in 1493 to Waethoeren. De plaatsnaam zou kunnen duiden op een natte hoek (wât horn) maar waarschijnlijker is dat hij verwijst naar het natte en moerasachtige madegebied dat Wateren van oorsprong was. Deze madelanden dragen vaak de naam hoorn in Drenthe.

## Geboren in Wateren
Wateren is de geboorteplaats van Jan Pol, een dierenarts in de Verenigde Staten van Amerika, die gevolgd wordt in de tv-reeks The incredible Dr. Pol van National Geographic Channel.  
Ook in Wateren is geboren de atlete Tollien Schuurman (1913-1994), die begin jaren 30 als tiener wereldrecords liep op 100 en 200 meter. Op de Olympische Spelen in 1932 strandde zij in de halve finales, maar was voor die van 1936 wederom medaille kandidaat. Maar ditmaal weigerde zij deel te nemen uit protest tegen de anti-joodse politiek van organisator Duitsland. 
Ansen (deels) · Benderse (deels) · Boschoord · Boterveen · Busselte · Darp · De Monden (deels) · Diever · Dieverbrug · Doldersum · Dwingeloo · Eemster · Eursinge · Frederiksoord · Geeuwenbrug · Het Moer · Het Schier · Havelte · Havelterberg (deels) · Holtien · Holtinge · Holtland · Kalteren · Kraloo (deels) · Leggeloo · Lhee · Lheebroek · Molenstad · Nijensleek · Oldendiever · Oude Willem  (deels) · Uffelte · Veendijk · Veldhuizen · Vledder · Vledderveen · Wapse · Wapserveen · Wateren · Westeinde · Wilhelminaoord · Wittelte · Witteveen (deels) · Zorgvlied

Drenthe: Steden en dorpen      Nederland: Provincies · Gemeenten